# Alex Macintosh
Alex Macintosh (né le 18 novembre 1925 à Fulham, mort le 7 septembre 1997) est un animateur de télévision anglais.

## Biographie
Il est d'abord speaker sur l'ABC de 1955 à 1961, ce qui l'amène à apparaître sur la BBC. Il contribue à différents programmes, notamment comme correspondant local de l'émission Come Dancing entre 1957 et 1966 puis de 1968 à 1972. En 1961, il présente le magazine Town and Around.
Outre son travail de la BBC, Macintosh prête sa voix pour la première publicité diffusé à la télévision anglaise.
Macintosh apparaît souvent dans des séries télévisées dans des rôles de figuration, comme reporter, interviewer ou présentateur de journaux.
Après sa carrière à la BBC, Macintosh travaille pour une télévision à Sydney. Il prend sa retraite dans le Norfolk, où il se consacre à la peinture de portrait.